# V Leonis Minoris
V Leonis Minoris är en pulserande variabel av RR Lyrae-typ (RRAB) i stjärnbilden Lilla lejonet. 

Stjärnan är av visuell magnitud +11,1 och 12,23 och varierar  med en period av 0,5439187 dygn eller 13,05405 timmar. RR Lyrae-stjärnornas period varierar mellan 0,2 och 1,2 dygn med ett medianvärde på 0,5 dygn. V Leonis Minoris ligger alltså ganska nära medelvärdet.